# Zlatibor (district)
Zlatibor (Servisch: Златиборски округ, Zlatiborski okrug) is een district in Centraal-Servië. De hoofdstad is Užice.

## Gemeenten
Zlatibor bestaat uit de volgende gemeenten:
- Bajina Bašta
- Kosjerić
- Užice
- Požega
- Čajetina
- Arilje
- Nova Varoš
- Prijepolje
- Sjenica
- Priboj

## Bevolking
De bevolking bestaat uit de volgende etnische groepen:
- Serven: 261.055
- Bosniaken: 40.225